# 中原牡丹
中原牡丹（学名：Paeonia cathayana），一种分布于中国河南及湖北等地的灌木，属于芍药科芍药属牡丹组革质花盘亚组，被列为中国国家二级重点保护野生植物。

## 形态特征
中原牡丹植株高约0.8米。叶无毛；下部叶具9小叶；顶生小叶长8-10厘米，宽7-9厘米，3或5裂至中部或更深，侧生小叶卵形或卵状披针形，长4-7厘米，宽2-4.5厘米，全缘或浅裂。总苞片2-6。萼片4-5，无毛，先端尾状，长3-3.5厘米，宽2-3厘米。花单瓣，花瓣9或10个，玫瑰色，宽倒卵形，先端圆形，长5-6厘米，宽4-6厘米。花丝紫色，花药黄色。花盘紫色。柱头紫色。花期4月下旬到5月上旬。